# Flug- und Fahrzeugwerke Altenrhein
Die Flug- und Fahrzeugwerke Altenrhein AG (FFA) war ein Schweizer Hersteller von Flugzeugen, Schienenfahrzeugen und Booten mit Sitz in der Ortschaft Altenrhein in der Gemeinde Thal SG im Kanton St. Gallen.
Das Unternehmen wurde ab 1987 schrittweise verkauft und zerlegt. Seither existiert eine Reihe von Nachfolgegesellschaften, die auf die FFA zurückgehen, unter anderem die Gautschi AG (Flugzeugbau-Zuliefererin und Inhaberin der Markenrechte), die Pilatus-Aircraft-Tochter Altenrhein Aviation AG (Flugzeug-Wartung), die Stadler Altenrhein (Waggonbau) und die Schindler Technik AG. Eng mit der FFA verbunden ist auch der Flugplatz St. Gallen-Altenrhein, an dem das ehemalige FFA-Firmengelände liegt, das heute als Industriepark Altenrhein bekannt ist.

## Geschichte
Die Flug- und Fahrzeugwerke Altenrhein gehen auf die Dornier-Werke Altenrhein AG zurück, die 1924 von Claude Dornier gegründet wurden, nachdem Deutschland im Vertrag von Versailles der Flugzeugbau untersagt wurde. Interesse am Flugzeugbau in der Schweiz zeigten insbesondere die Schweizer Luftwaffe und die Ad Astra Aero, eine Vorgängerin der späteren Swissair.
Damit die Flugzeuge der Dornier-Werke abheben konnten, wurde in Altenrhein ein Flugplatz mit einer 600 Meter langen Graspiste angelegt, auf der 1927 der Flugbetrieb aufgenommen wurde und aus dem im Laufe der Zeit der Flugplatz St. Gallen-Altenrhein entstand.
Schon vor dem Zweiten Weltkrieg  erhielt das Werk Bundesaufträge für Lizenzbauten von Schweizer Militärflugzeugen. Nach dem Krieg befasste man sich selbständig mit Konzepten für Strahlflugzeuge, wobei man sich aufgrund fehlender schubstarker Triebwerke auf zweimotorige Entwürfe festlegte. Vom Flugzeugwerk Emmen hatte man die Projekte N-10 und N-11 übertragen bekommen, doch pausierten diese Projekte für ein Einstrahliges Flugzeug, bei FFA P-12 und P-13 genannt, von 1947 bis 1949. Nach und nach wurde das Unternehmen der deutschen Kontrolle entzogen und wechselte in Schweizer Hand. 1948 wurde Claudio Caroni mit der Führung des Unternehmens betraut, das 1949 den Namen in Flug- und Fahrzeugwerke Altenrhein AG (FFA) änderte und auch im Waggonbau tätig wurde. Claudio Caroni kaufte das Unternehmen 1952 vollständig auf, womit es in Familienbesitz wechselte.
Für die Schweizer Luftwaffe entwickelten und bauten die FFA ab 1950 zwei Prototypen sowie drei Vorserienflugzeuge des Typs FFA P-16, nachdem die Entwicklung der zweistrahligen Entwürfe P-23/25 und P-26 wegen der nun im Ausland erhältlichen leistungsstarken Triebwerke definitiv abgebrochen worden war. Im März 1958 bestellte die Schweiz 100 dieser Flugzeuge; da aber kurz nach der Bestellung das Vorserienflugzeug J-3003 wegen eines Defektes in den Bodensee abstürzte, wurde die Bestellung im Juni storniert. Ab dem Jahr 1960 ging aus dem P-16 die Entwicklung eines Geschäftsreiseflugzeugs mit der Bezeichnung SAAC-23 hervor, dies als gemeinsames Projekt der FFA mit William P. Lear unter der Bezeichnung «Swiss American Aviation Corporation (SAAC)». Das Flugzeug beruhte auf dem Flügel des P-16 und mündete schlussendlich in den in den USA produzierten Learjet 23. Erst mit dem Schulungsflugzeug AS-202 Bravo konnte 1972 ein Erfolg abseits von Lizenzbauten verzeichnet werden. Daneben war ab 1966 die Teil-Produktion von Rumpf und Leitwerk von rund 80 Segelflugzeugen vom Typ HBV Diamant erfolgt, ein Projekt, welches 1967 vom Luftamt die Zulassung erhielt und welches an den Zürcher Hochschulen von Studenten um Professor Manfred Rauscher sowie der dortigen Akademischen Fluggruppe initiiert worden war.
Mitte der 1970er-Jahre konnte FFA Teile für das Ariane-Konsortium herstellen.

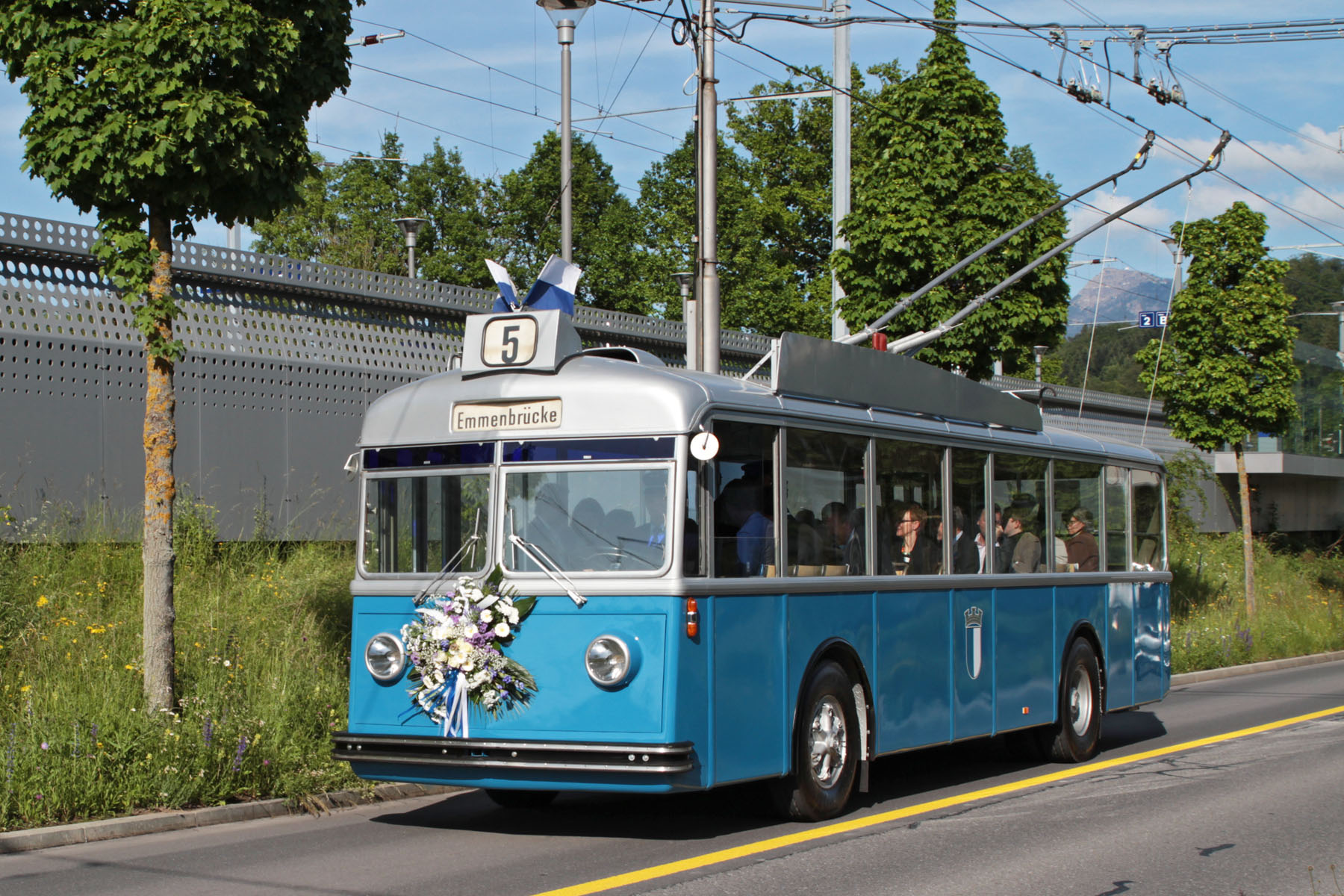
Ein 1949 für Luzern gebauter Trolleybus mit Karosserie von FFA

Einen wichtigen Pfeiler des Unternehmens bildete der Waggonbau, wobei neben den Wagen für die Normalspurbahnen auch jene für Schmalspurbahnen (insbesondere die Einheitswagen für die Rhätische Bahn) und die Tramnetze (beispielsweise zahlreiche Anhänger nach dem Baumuster des Schweizer Standardwagens) einen wichtigen Platz einnahmen. Besonders zu erwähnen ist der Triebwagen BDeh 1/2 der nahen Bergbahn Rheineck–Walzenhausen, dessen Wagenkasten von der FFA stammt. Er absolvierte 1958 seine Jungfernfahrt und ist immer noch in Betrieb (Stand November 2013). Der Triebwagen wird derzeit revidiert und soll seinen Dienst noch mindestens weitere 10 Jahre erfüllen. Der einzigartige Triebwagen der Schmalspur-Zahnradbahn (Spurweite 1200 mm) hat bereits mehr als 1'000'000 km zurückgelegt und wurde mehrfach originalgetreu restauriert. Darüber hinaus stellte das Unternehmen auch Karosserien für Trolleybusse, beispielsweise für die Netze in Luzern und Zürich, her.
Im Waggonbau stand man innerschweizerisch in Konkurrenz zur Schweizerischen Wagons- und Aufzügefabrik Schlieren (SWS), zur Schweizerischen Industrie-Gesellschaft (SIG) und zu Schindler-Waggon Pratteln (SWP). Auch ein in den 1980er-Jahren von der Schweizer Rollmaterialindustrie geschlossenes Stillhalteabkommen konnte den Bestand der Unternehmen nicht sichern.

### Umstrukturierung, Auslagerung und Verkauf
Luciano Caroni verkaufte 1987 das Unternehmen an die Schindler Holding. Diese behielt den Waggonbau und einen beträchtlichen Teil des Firmengeländes und formierte ihre zweite Waggonbau-Tochtergesellschaft, die Schindler Waggon Altenrhein (SWA). Seit 1997 gehört das Werk Altenrhein zu Stadler Rail. Die Flugzeugwerke und die FFA-Namensrechte verkaufte Schindler an die Zürcher Justus Dornier Holding.
Der Flugzeugbereich wurde neu in FFA Flugzeugwerke Altenrhein AG umfirmiert und war nur noch als Zulieferer im Flugzeugbau und als Flugzeugwartungsfirma tätig. Das Unternehmen wurde weiter aufgeteilt, im Jahr 2000 wurde der Wartungsbereich in die FFA Aircraft Maintenance AG ausgelagert, die schliesslich 2002 von der Pilatus-Gruppe übernommen wurde. Der Wartungsbereich wurde 2003 in die Pilatus-Tochtergesellschaft Altenrhein Aviation AG integriert, und die FFA Aircraft Maintenance AG wurde in die Flughafengesellschaft Airport Altenrhein AG umgewandelt und verkauft.
Mit Beschluss der Generalversammlung vom Juni 2002 wurde die Fusion der FFA Flugzeugwerke Altenrhein AG mit der Gautschi AG beschlossen. Die Gautschi AG als Inhaberin der Markenrechte ist seither im Zuliefergeschäft unter dem Markennamen FFA tätig. Hergestellt werden unter anderem Komponenten für den Jagdbomber F/A-18, die Airbus A320-Familie und die Airbus A330/A340-Familie. Weiterhin wartet und liefert die «FFA» Teile für die FFA AS-202 Bravo.

## Industriepark Altenrhein
In den 1990er-Jahren zeigte sich bei Schindler eine Überkapazität im Waggonbau, der zunehmend unter Druck ausländischer Konkurrenz geriet und an einem unstetigen Auftragseingang seitens der Schweizer Stammkunden litt. Trotz mehrfacher interner Restrukturierungen von Schindler Waggon, der Konzentration auf Pratteln als Hauptbetrieb (Entwicklung, Bau) und Altenrhein als untergeordnetem Standort (Wartung, Komponentenfertigung) rutschte der Geschäftsbereich in die Verlustzone.
Die Schindler Holding beschloss 1996 ihre Tochtergesellschaft Schindler Waggon zu verkaufen. Die Wahl fiel dabei auf die faktische Konsortialpartnerin ABB, mit der man zusammen unzählige Schienenfahrzeuge entwickelt hatte. Die ABB Verkehrstechnik hatte sich per Anfang 1996 mit Daimler-Benz zu Adtranz zusammengeschlossen und war an der Übernahme des Standorts Pratteln interessiert. Für den Standort Altenrhein fand man derweil eine andere Lösung: der Waggonbaubereich wurde 1997 von der Stadler Fahrzeuge AG übernommen, die in eine Holding umgewandelt wurde und Teile des Schindler-Werks als Stadler Rail Altenrhein AG übernahm. Als Auffanggesellschaft für die verbliebenen Werksteile wurde die Schindler Technik AG gegründet, die auch die Arealbewirtschaftung übernahm.
Da Stadler bei der Übernahme nicht das gesamte Werk benötigte, wurden die «überzähligen» Zulieferbereiche und die Komponentenfertigung von Schindler Technik weitergeführt und bis Ende 2000 an diverse Investoren verkauft. Dadurch siedelten sich über ein Dutzend Unternehmen auf dem ehemaligen Werksareal an, das bis Ende 2004 der Schindler-Immobilientochtergesellschaft Orgama AG gehörte. Schindler verkaufte den Industriepark Altenrhein per 1. Januar 2005 schliesslich an die deutsche TMW Pramerica Property Investment GmbH und löste die Orgama AG auf – die Bewirtschaftung des Industrieparks erfolgt hingegen weiterhin durch Schindler Technik (Pratteln), die in Pratteln ebenfalls das inzwischen geschlossene ehemalige Schindler-Werk betreut.